# Optimist
Pour les articles homonymes, voir Optimiste.
L’Optimist est une classe de petit dériveur en solitaire, conçue en 1947 pour l'usage des enfants (jusqu'à 15 ans). Généralement construit en fibre de verre, l'Optimist est utilisé pour l'initiation à la voile et pour la pratique de régates,.
L'Optimist est l'un des types de voilier les plus populaires au monde, avec plus de 150 000 bateaux officiellement enregistrés dans la classe, reconnue comme une classe internationale par la Fédération internationale de voile.

## Historique
L'Optimist a été conçu en 1947 par l'architecte naval américain Clark Mills. Le Major Clifford McKay, inspiré par la course annuelle de caisse à savon, organisée par le club Optimist International (en) de la ville de Clearwater en Floride, proposa de trouver une activité régulière pour occuper la jeunesse et lutter ainsi contre la délinquance : la pratique de la voile. 
À la demande de Clifford McKay, Clark Mills dessina donc un voilier pour enfant pouvant être construit par des amateurs à partir d'une seule plaque de contreplaqué. Il offrit les plans du bateau au club de Clearwater, qui déposa un brevet (copyright) sur le « prame de classe Optimist ». La première flotte fut sponsorisée par des commerçants locaux, avec un prix de construction de 75 $ par bateau. Très vite, les organisateurs comprirent que l'intérêt des jeunes pour la voile était renforcé par la pratique de régates.
Le dessin fut légèrement amélioré par le danois Axel Damgaard et le bateau fut introduit en Europe à partir des pays scandinaves. Damgaard fut soutenu par son compatriote le multi-médaillé olympique Paul Elvstrøm. La conception de l'Optimist a été standardisée en 1960 et il devient un monotype strict en 1995.
L'Optimist est pratiqué dans plus de 120 pays par plus de 160 000 navigateurs. Il est l'un des deux dériveurs pour enfant (moins de 16 ans) agréés par la fédération internationale de voile. Aux Jeux Olympiques de Londres, près de 80 % des compétiteurs en voile étaient d'anciens pratiquants d'Optimist, la plupart d'entre eux ayant atteint le niveau international dans cette classe. 
Ces dernières années, plus de 4000 bateaux ont été fabriqués par une trentaine de constructeurs à travers le monde.

## Description

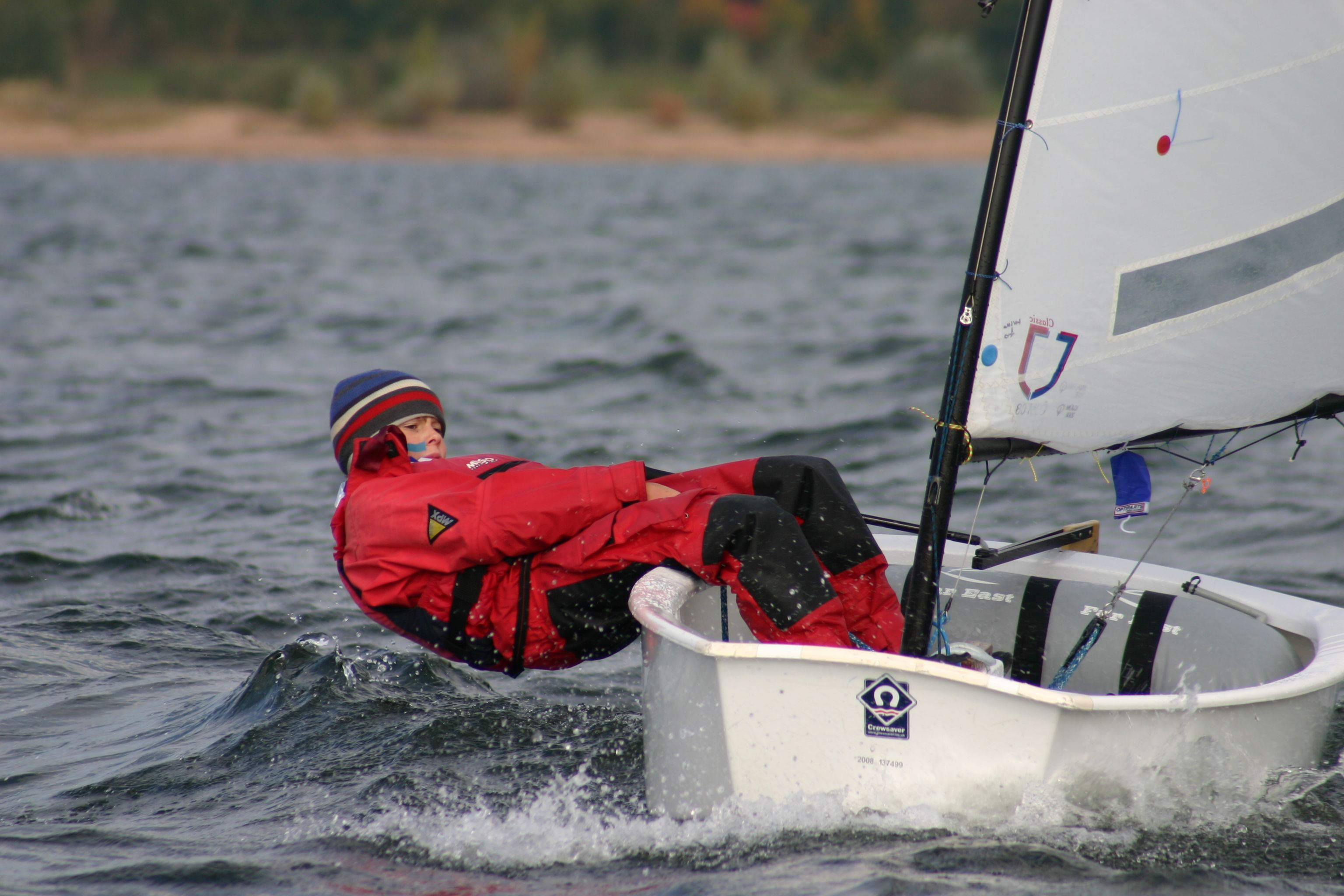
Pratiquante au rappel, pour maintenir la coque à plat. Ses pieds sont coincés sous la sangle de rappel, la barre est contrôlée avec le stick.

### Gréement
Le gréement de l'Optimist est en catboat : il est constitué d'une unique voile et d'un mât, situé très à l'avant du bateau, dépourvu de haubans.
La grand-voile est une voile aurique (forme trapézoïdale), maintenue par le mât, une bôme et une livarde (sorte de perche pivotante) en bois ou aluminium.
La chute de la voile est rigidifiée par deux lattes. La voile est ferlée le long du guindant par des liens entourant le mât et la tête de mât, et maintenue vers le bas par deux lattes et un hale-bas. Ce hale-bas permet de régler la voile selon les conditions de vent ; le hale-bas est généralement resserré dans le vent fort et relâché dans le vent léger. L’écoute permet de régler l’angle de la voile selon l’allure (angle avec la direction du vent).
Sur la voile est affiché le monogramme de la classe : le sigle « IO » (pour International Optimist). La voile peut aussi être marquée d'un numéro national, formé de l'abréviation olympique du pays (FRA pour la France) suivi d'un numéro séquentiel.
Les Optimist d'initiation (école de voile) sont souvent pourvus d'une voile de surface réduite.

### Coque
La coque peut être lourde (pour les d3) ou rigide (pour les d2-d1).

### Dérive
La dérive, de type sabre, joue un rôle important dans la bonne marche du bateau. En effet, sans la dérive, aux allures proches du vent (du près au travers), le bateau avancerait « en crabe » à cause de la force aérodynamique. Elle sert également à redresser le bateau après un chavirage.

### Pratique

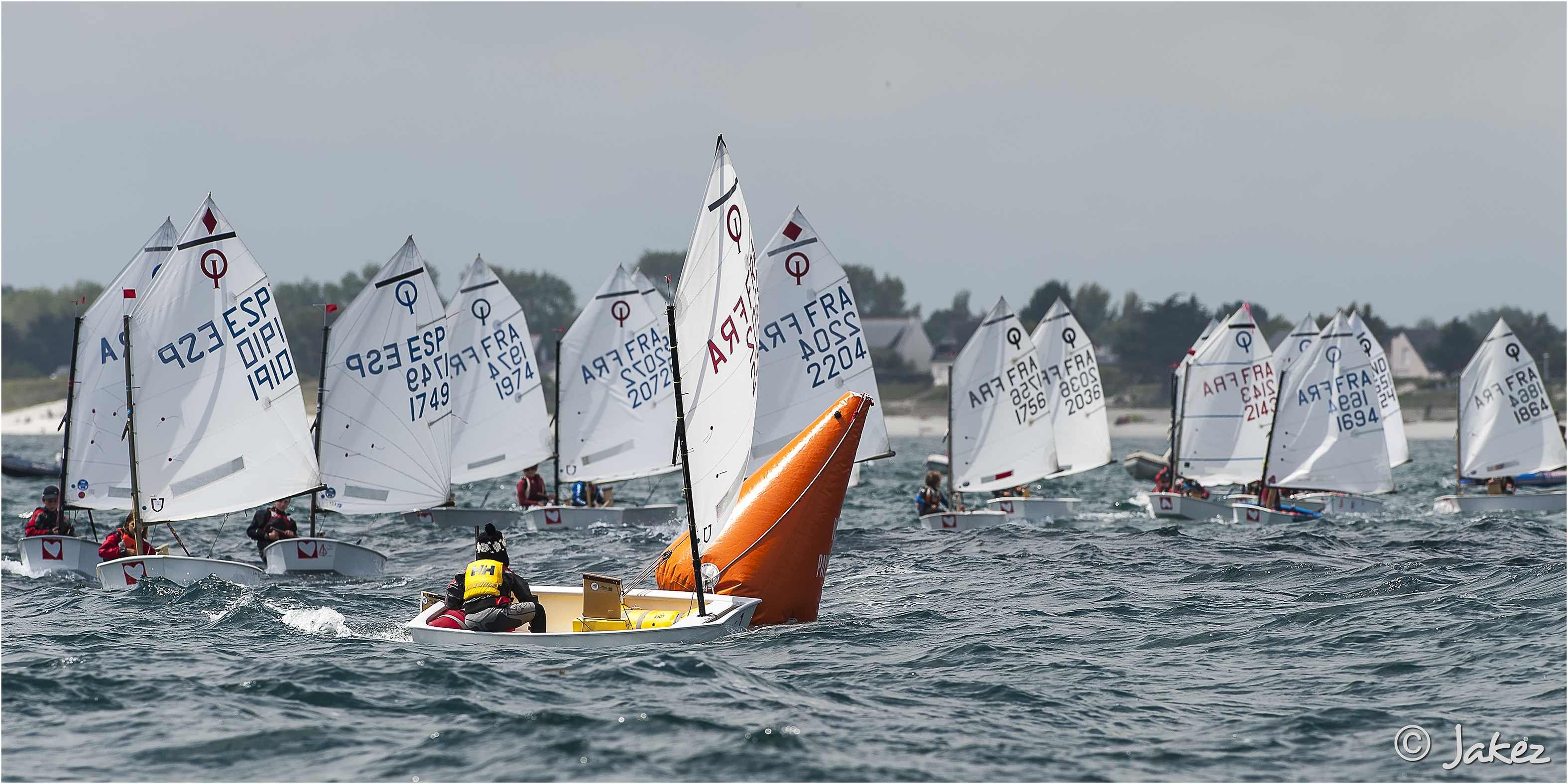
Passage de bouée dans une régate internationale.

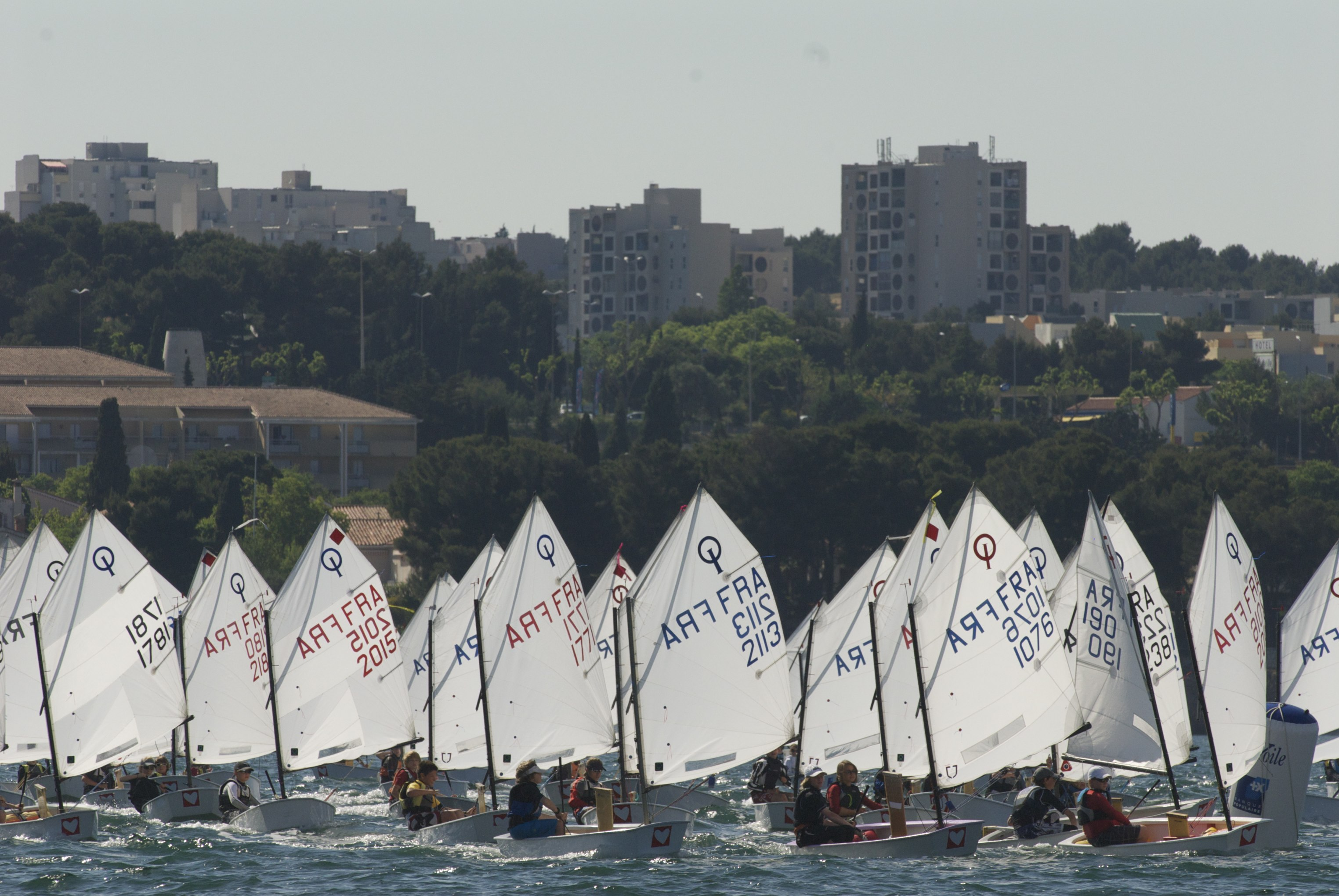
Régate de ligue PACA en mai 2011 à Martigues.

Doté d'une coque à fond plat, équipé d'une voile unique, c'est un bateau léger, stable et très simple à manœuvrer. Il est souvent utilisé pour l'apprentissage de la voile chez les enfants, mais il est aussi utilisé en compétitions pour les enfants de 8 à 15 ans.
Au fil du temps les constructeurs d'Optimist se sont spécialisés pour fournir deux marchés distincts : 
- celui des écoles de voile, qui recherchent le bas prix et la robustesse au détriment de la légèreté et ont réalisé des Optimist en polyester renforcé, en polyéthylène (matériau souple peu sensible aux chocs), voire en tôle d'aluminium ;
- celui de la compétition avec une sophistication croissante de la construction, des coupes de voiles et des prix plus importants.

## Exploit
Violette Dorange a réalisé la première traversée de la Manche en Optimist, entre l'île de Wight et Cherbourg, en mai 2016. Tom Goron a lui aussi traversé la Manche en Optimist, le 27 juin 2018, soit 60 milles (111 kilomètres) en 14 heures 20 minutes à une vitesse moyenne de 4,19 nœuds (milles nautiques par heure).
Le 19 juin 2022, la jeune Saint-Barth Lolie Osswald (13 ans) établit un nouveau record mondial de distance parcourue à la barre d’un Optimist en réalisant, sans assistance, ni communication, une traversée de 78 milles (145 km) entre Antigua et Saint-Barthélemy en 16 heures 34 minutes et 30 secondes, soit à une vitesse moyenne de 4,70 nœuds (milles nautiques par heure).

## Classe et marque déposée
Le terme « Optimist » et son logo sont des éléments déposés auprès des organismes officiels d'enregistrement des marques. Ces termes devraient être exclusivement utilisés pour désigner les Optimist de compétition qui correspondent à un cahier des charges précis. Si cela entraîne un coût plus élevé que celui des bateaux écoles, cela permet de garantir à tous les participants de régate d'avoir un bateau strictement identique.
Les constructeurs de bateaux-écoles ont bénéficié de la tolérance de la IODA (International Optimist Dinghy Association) pour attribuer le terme Optimist à des bateaux éloignés des règles définies par la classe. Cela pose aujourd'hui des problèmes dans la mesure où la presse nationale française a beaucoup parlé de l'Optimist d'école pour le critiquer en l'assimilant à l'Optimist de compétition[réf. nécessaire].